# Sanktuarium Matki Bożej Złotkowskiej w Złotkowie
Sanktuarium Matki Bożej Złotkowskiej w Złotkowie – rzymskokatolicki kościół parafialny pod wezwaniem Imienia Najświętszej Maryi Panny i sanktuarium maryjne należące do archidiecezji gnieźnieńskiej (dekanat kleczewski).

## Historia
Świątynia została zbudowana z palonej cegły w 1880 roku, dzięki staraniom księdza Apolinarego Kędzierskiego i ofiarności parafian. W ołtarzu głównym kościoła znajduje się obraz Matki Bożej trzymającej na ręku Dzieciątko Jezus. Historycy oceniają, że został namalowany w XVII wieku, dokładniej około 1640 roku i jest to jedna z wielu kopii obrazu Matki Bożej Śnieżnej. Według lokalnego podania został on sprowadzony z Kleczewa i umieszczony w kapliczce postawionej na miejscu ukazania się Matki Bożej jednemu z miejscowych chłopów. I chociaż ten obraz był w późniejszych latach zabierany z powrotem do Kleczewa, to za każdym jednak razem cudowną jakąś siłą do Złotkowa bywał przeniesiony. W 2005 roku arcybiskup Henryk Muszyński ustanowił kościół parafialny w Złotkowie sanktuarium, natomiast we wrześniu 2006 roku nałożył korony na skronie Matki Bożej i Dzieciątka Jezus. Wizerunek jest otaczany szczególną czcią wiernych do dziś i ozdobiony jest licznymi wotami będącymi dziękczynieniem za łaski otrzymane za wstawiennictwem Matki Bożej Złotkowskiej. Ich mnogość potwierdzają również kroniki parafialne, w których skrupulatnie zostały odnotowane podziękowania wiernych za wysłuchane modlitwy i prośby.
W latach 1991–1996 kościół został gruntownie odrestaurowany. W trakcie prac remontowych została odkryta pierwotna polichromia, której przywrócona została dawna świetność. Spośród wielu cennych zabytków, na szczególną uwagę zasługuje obraz olejny przedstawiający chrzest Chrystusa nad Jordanem, który zapewne ozdabiał ołtarz główny w pierwszej, drewnianej świątyni. Cenne są również pięknie rzeźbiona renesansowa ambona ozdobiona gotyckimi malowidłami z około 1600 roku oraz chrzcielnica w stylu rokokowym ze sceną chrztu Chrystusa z 1758 roku i wykonane w 1900 roku stacje Drogi Krzyżowej.